# Cyrtopodion chitralense
Cyrtopodion chitralense är en ödleart som beskrevs av  Smith 1935. Cyrtopodion chitralense ingår i släktet Cyrtopodion och familjen geckoödlor. Inga underarter finns listade i Catalogue of Life.